# Synagoga Głogowska we Wrocławiu (ul. Krupnicza 6)
Synagoga Głogowska we Wrocławiu – nieistniejąca synagoga terytorialna, która znajdowała się we Wrocławiu, przy ulicy Krupniczej 6.
Synagoga została założona na początku XIX wieku. Została przeniesiona ze starej siedziby mieszczącej się przy ulicy Szajnochy 7-8. Uczęszczały do niej głównie osoby pochodzące z regionu głogowskiego. W 1908 roku synagoga została przeniesiona do nowej siedziby, mieszczącej się przy ulicy Świebodzkiej 6.